# 橋本實 (野球)
橋本 實（はしもと みのる、1947年11月21日 ‐ 2012年9月18日）は、日本の高校野球指導者。茨城県出身。

## 来歴
水戸市の生まれ。水戸市立水戸第二中学校で野球を始め、茨城県立緑岡高等学校では三塁手だった。中央大学に進学したが肩を傷めて2年の時に退部。教員免許取得に専念した。卒業後に帰郷。
1975年に茨城県立岩井高等学校の野球部監督に就任してから、高校野球監督としてのキャリアをスタート。1984年に茨城県立佐竹高等学校に転じ、同校を県大会ベスト8まで進出させた。この実績を買われ、1987年に茨城県立水戸商業高等学校赴任。翌年夏から監督に就任した。伝統校の水戸商をOB以外が率いるのは史上2人目だった。就任4年目の1991年秋季関東地区高等学校野球大会で準優勝し、1992年の第64回選抜高等学校野球大会に水戸商を導き、水戸商を復活させた。その後、6度の甲子園大会に水戸商を出場させ、特に1999年の第71回選抜高等学校野球大会では準優勝を記録した。2001年をもって一度監督を勇退。
2002年に茨城県立八郷高等学校に移り、翌年から教頭、茨城県立佐和高等学校では校長を歴任した。
2008年から監督業に復帰し、私立の水城高等学校に移って2度の甲子園出場を果たした。2012年夏の茨城県予選敗退後、9月18日午前5時5分、水戸市内の病院で死去した。64歳没。体調を崩しながらも晩年まで野球指導に精力的で、死去の前々日には「遺言だと思って聞け」と野球部関係者に30分近く野球論を語ったという。
教諭としては社会科を担当した。

## 指導した選手
- 井川慶
- 長峰昌司

## 著書
- コーチングBOOK 少年野球（2004年、成美堂出版）監修